# Биодемографија
Биодемографија представља мултидисциплинаран приступ, који интегрише биолошка знања са демографским истраживањима у области људске дуговечности и преживљавања. Биодемографске студије су важне за разумевање тренутне револуције у дуговечности, и идентификацији нових стратегија за даље повећавање здравог и продуктивног живота, у овим студијама је откривена велика сличност у динамици преживљавања између људи и лабораторијских животиња.
Откривена су три општа биодемографска закона у вези преживљавања
- Gompertz-Mekeham-ов закон морталитета.
- Компензациони закон морталитета.
- Закон опадања морталитета при високој старости.

Gompertz-Mekeham-ов закон морталитета тврди да је стопа морталитета сума старосно-независне компоненте (Мекехамов услов) и старосно-независне компоненте (Гомперцова функција), које експоненцијално расту са годинама.
Компензациони закон морталитета (конвергенција морталитета у вишим годинама) тврди да релативне разлике у стопама морталитета измешу различитих популација исте биолошке врсте опадају са старошћу, због више иницијалне стопе морталитета што је компензовано нижим темпом њиховог раста са годинама.
Закон опадања морталитета при високој старости тврди да стопа морталитета престаје да расте експоненцијално са вишим годинама. Последица овога је да не постоји фиксирана горња граница људске дуговечности- што оспорава веровање у постојање максималне границе животног века.
Откривено је да чак генетички идеентичне лабораторијске животиње које су држане у истим окружењима имају врло различиту дужину живота, што указује на круцијалну улогу ризика и развојног утицаја у раној фази живота на одређење дуговечности.
Што се тиче будућности људске дуговечности, биодемографске студије су откриле да еволуција људског животног века има две врло различите фазе. Тако да се на основу екстраполације историјских трендова кретања дуговечности не могу открити даље тенденције јер су статистички принципи замењени медицинским. Опште објашњење свих биодемографских закона старења и дуговечности је лежи на основама опште теорије релативитета.
Проучавања на међувези биологије и демографије од рада Алфреда Лотке који је развио у првим декадама ХХ века фундаменталне концепте важне за биодемографске студије.